# Tomba di Giulio II
La tomba di Giulio II, che in realtà è un cenotafio, è un progetto architettonico e scultoreo di Michelangelo Buonarroti che, nella sua versione definitiva ma ridotta, è collocato nella basilica di San Pietro in Vincoli a Roma. Lo scultore viene incaricato dal Papa stesso della costruzione del proprio monumento sepolcrale nel 1505, data che vede il rinvio dell'inizio dei lavori fino al 1544: in tutto questo periodo di "stallo artistico", Michelangelo vive una profonda sensazione di irrequietezza, delusione, ed avvilimento, che fece seguito alla forte esaltazione del periodo romano del primo commissionamento. Lui stesso non esitò a riferirsi a questo progetto come la "tragedia della sepoltura," un autentico calvario che fino agli ultimi giorni della sua vita fu fonte di inesauribili accuse, tormenti, e rimorsi. Scrisse il suo biografo ufficiale, Ascanio Condivi, che l'impresa gli arrecò «infiniti impacci, dispiaceri e travagli e, quel ch'è peggio, per la malizia di certi uomini, infamia, della quale appena dopo molti anni s'è purgato».
Da un monumentale mausoleo a pianta rettangolare con più di quaranta statue (primo progetto, 1505) si finì per arrivare a un monumento addossato a una parete di una basilica secondaria romana (1545), con appena sette statue di cui solo tre di Michelangelo e una sola (il Mosè) degna della sua fama: l'artista, ormai estenuato, avrebbe poi fatto scrivere al suo biografo che «questa sola statua è bastante a far onore alla sepoltura di Papa Giulio II».

## Primo progetto (1505)

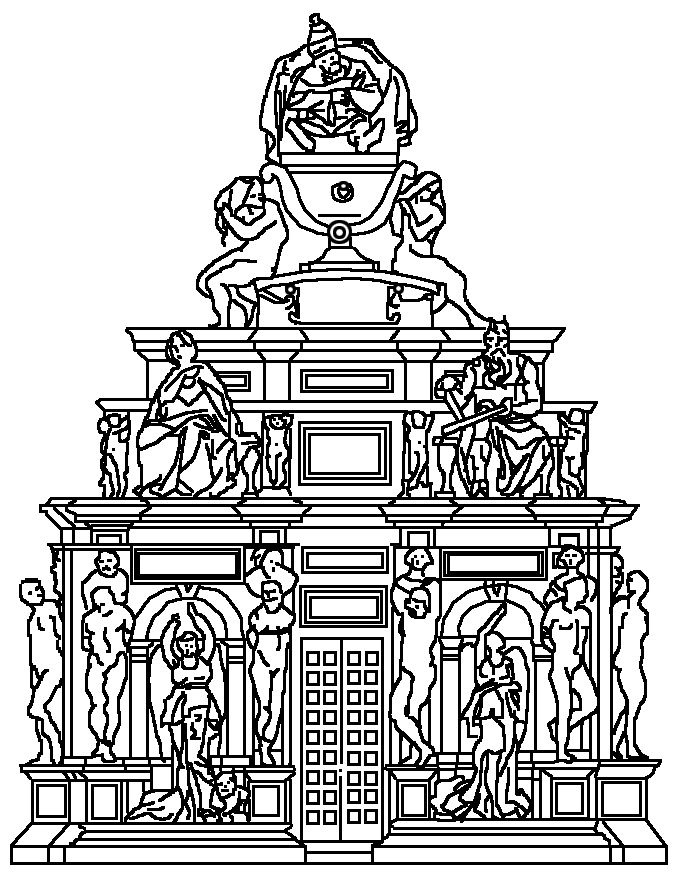
Ricostruzione ipotetica del progetto del 1505

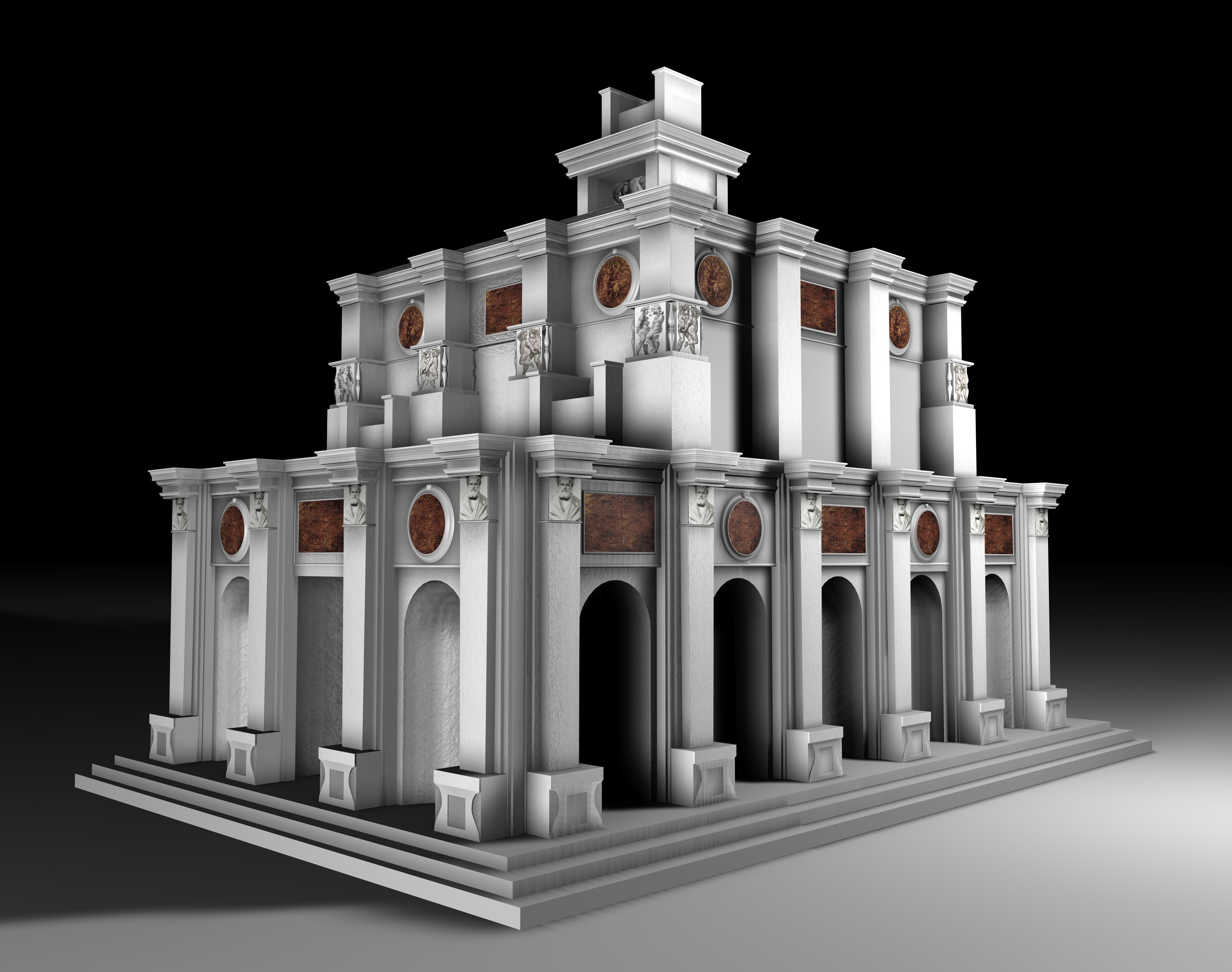
Ricostruzione della parte architettonica del primo progetto per la tomba di Giulio II (1505)

Fu probabilmente Giuliano da Sangallo a raccontare a papa Giulio II, eletto due anni prima, gli strabilianti successi fiorentini di Michelangelo, tra cui la scultura del colossale David. Il papa si interessò subito al giovane talento convocandolo ufficialmente a Roma. Nel partire, l'artista era costretto a interrompere una serie di importanti progetti avviati a Firenze, come la serie dei dodici apostoli per il Duomo, o il monumentale affresco della Battaglia di Cascina per Palazzo Vecchio. Ma l'artista non sembrò essere assalito da sostanziali dubbi sul partire o meno, vedendo probabilmente nell'ambizioso papa il miglior garante per la sua carriera artistica, capace di commissionargli un'opera grandiosa che lo avrebbe catapultato nell'Olimpo dei più grandi maestri dell'antichità.
Papa Giulio II, infatti, si era dedicato a un ambizioso programma di governo, che intrecciava saldamente politica e arte, circondandosi dei più grandi artisti viventi (tra cui Bramante e, successivamente, Raffaello) nell'obiettivo di restituire a Roma e all'autorità papale la grandezza del passato imperiale.
A Michelangelo venne affidato il compito di realizzare una monumentale tomba per il papa, da collocarsi nella tribuna (in via di completamento) della basilica di San Pietro. Artista e committente si accordarono in tempi relativamente brevi (appena due mesi) sul disegno del progetto e sul compenso (ben 10.000 ducati), che venne approvato permettendo a Michelangelo, riscosso un consistente acconto, di dirigersi subito a scegliere i blocchi di marmo da scolpire.
Il primo progetto ci è noto tramite le fonti (Condivi e Vasari) che, nonostante alcune discordanze descrittive anche notevoli, permettono di farsi un'idea generale. Esso prevedeva una colossale struttura architettonica isolata nello spazio, a base rettangolare (circa 10,8x7,2 m di base e 8 di altezza) (l'altezza si riferisce solo al primo ordine e alle statue immediatamente al di sopra, stando a una probabile copia del Sangallo di un disegno di Michelangelo) composta da tre ordini che, dalla base, andavano restringendosi gradualmente, in una sorta di piramide architettonico-scultorea. Attorno al catafalco del papa, in posizione sopraelevata, si trovavano una quarantina di statue, dimensionate in scala superiore al naturale, alcune libere nello spazio, altre addossate a nicchie o ai pilastri, all'insegna di un gusto per la grandiosità e l'articolazione complessa, su tutte e quattro le facciate dell'architettura.
Il registro inferiore, in particolare, prevedeva da due a quattro nicchie, ciascuna contenente una statua di Vittoria alata, incorniciata da statue di "ignudi" maschili incatenati (che le fonti definiscono "Prigioni" e che si ispiravano alle figure dei Captivi nell'arte ufficiale romana), addossati ai pilastri e sormontati da busti. Il piano superiore doveva contenere quattro grandi figure sedute (tra le quali il Condivi include già un Mosè, assieme a un San Paolo (coloro che avevano assistito personalmente alla sfolgorante rivelazione divina) e alle personificazioni della Vita attiva e della Vita contemplativa), forse collocate agli angoli o frontali sui lati minori. Queste ultime guidavano lo sguardo dello spettatore verso la sommità, dove si trovava la statua semidistesa del pontefice sul catafalco, tra rilievi bronzei e due figure allegoriche, Angeli per Condivi o Cielo e Terra per Vasari. Il sarcofago vero e proprio si trovava all'interno di un sacello ovale all'interno della struttura, al quale si accedeva da un portale su uno dei lati brevi o su entrambi. La statua del papa sulla sommità, guidato fuori dalla tomba da due angeli, doveva richiamare il motivo del risveglio del defunto durante il Giudizio Universale, come nel monumento sepolcrale di Margherita di Lussemburgo di Giovanni Pisano.
Il monumento sarebbe stato collocato in una zona corrispondente all'attuale baldacchino di San Pietro in Vaticano, quindi con una centralità sulla quale, dopo un primo entusiasmo, lo stesso Giulio II ebbe probabilmente a riflettere.

## Il dissidio col Papa

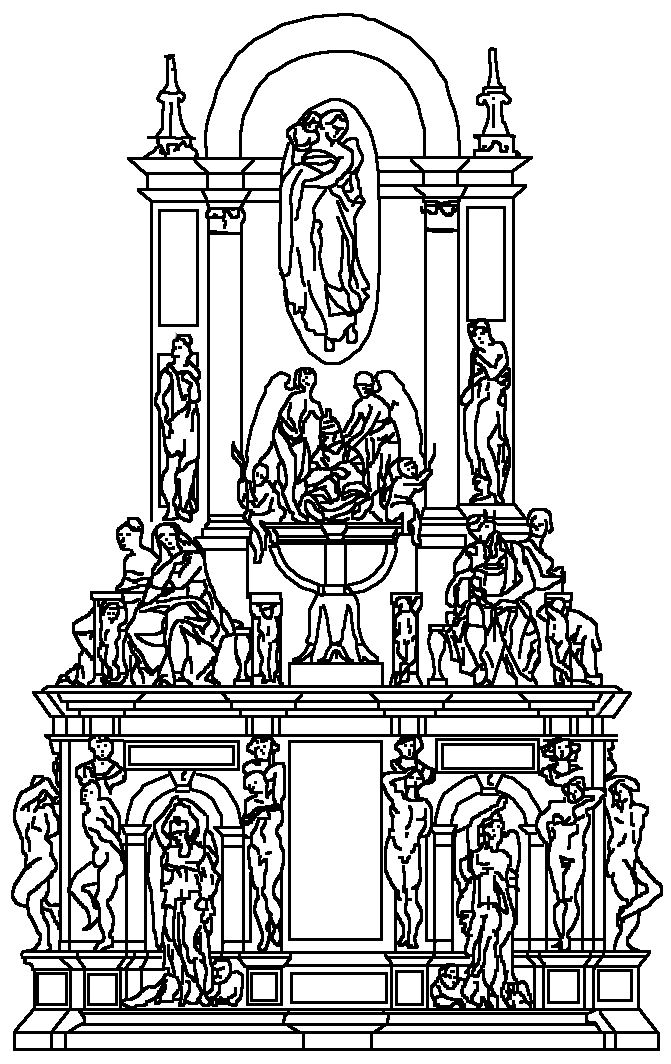
Ricostruzione del progetto del 1513

Michelangelo partì così, pieno di entusiasmo, alla volta delle cave di Carrara, dove desiderava scegliere personalmente ogni singolo blocco di marmo da impiegare, lavoro che richiese otto mesi, dal maggio al dicembre del 1505. Durante la sua assenza però si mise in moto una sorta di complotto ai suoi danni, mosso dalle invidie tra gli artisti della cerchia papale. La scia di popolarità che aveva anticipato l'arrivo a Roma di Michelangelo doveva infatti averlo reso subito impopolare tra gli artisti al servizio di Giulio II, minacciando il favore del pontefice e la relativa disposizione dei fondi che, per quanto immensi, non erano infiniti. Pare che fu in particolare il Bramante, architetto di corte incaricato - pochi mesi dopo la stipula del contratto della tomba - di avviare il grandioso progetto di rinnovo della basilica costantiniana, a distogliere l'attenzione del papa dal progetto della sepoltura, giudicata di cattivo auspicio per una persona ancora in vita e nel pieno di ambiziosi progetti.
Fu così che nella primavera del 1506 Michelangelo, mentre tornava a Roma carico di marmi e di aspettative dopo estenuanti mesi di lavoro, fece l'amara scoperta che il suo progetto mastodontico non era più al centro degli interessi del papa, accantonato in favore dell'impresa della basilica e di nuovi piani bellici contro Perugia e Bologna.
Il Buonarroti chiese invano un'udienza chiarificatrice e, mal sopportando gli intrighi nonché sentendosi minacciato (scrisse «s'i' stava a Roma penso che fussi fatta prima la sepoltura mia, che quella del papa»), fuggì da Roma in tutta fretta, il 18 aprile 1506. A niente servirono i cinque corrieri papali mandati per dissuaderlo e tornare indietro, che lo inseguirono raggiungendolo a Poggibonsi. Rintanato nell'amata e protettiva Firenze, ci vollero ben tre brevi del papa inviati alla Signoria di Firenze e le continue insistenze del gonfaloniere Pier Soderini («Noi non vogliamo per te far guerra col papa e metter lo Stato nostro a risico») perché Michelangelo prendesse infine in considerazione l'ipotesi della riconciliazione. L'occasione venne data dalla presenza del papa a Bologna, dove aveva scacciato i Bentivoglio: qui l'artista fuse per il papa una statua in bronzo e pochi anni dopo, a Roma, ottenne la commissione per la decorazione della volta della Cappella Sistina (impresa pure velata da intrighi e dicerie sul suo conto), che lo tenne occupato fino al 1512. Meno di un anno dopo il papa moriva (21 febbraio 1513), e dopo il funerale venne tumulato dietro l'altare della basilica di San Pietro, sotto il pavimento.

## Secondo progetto (1513)

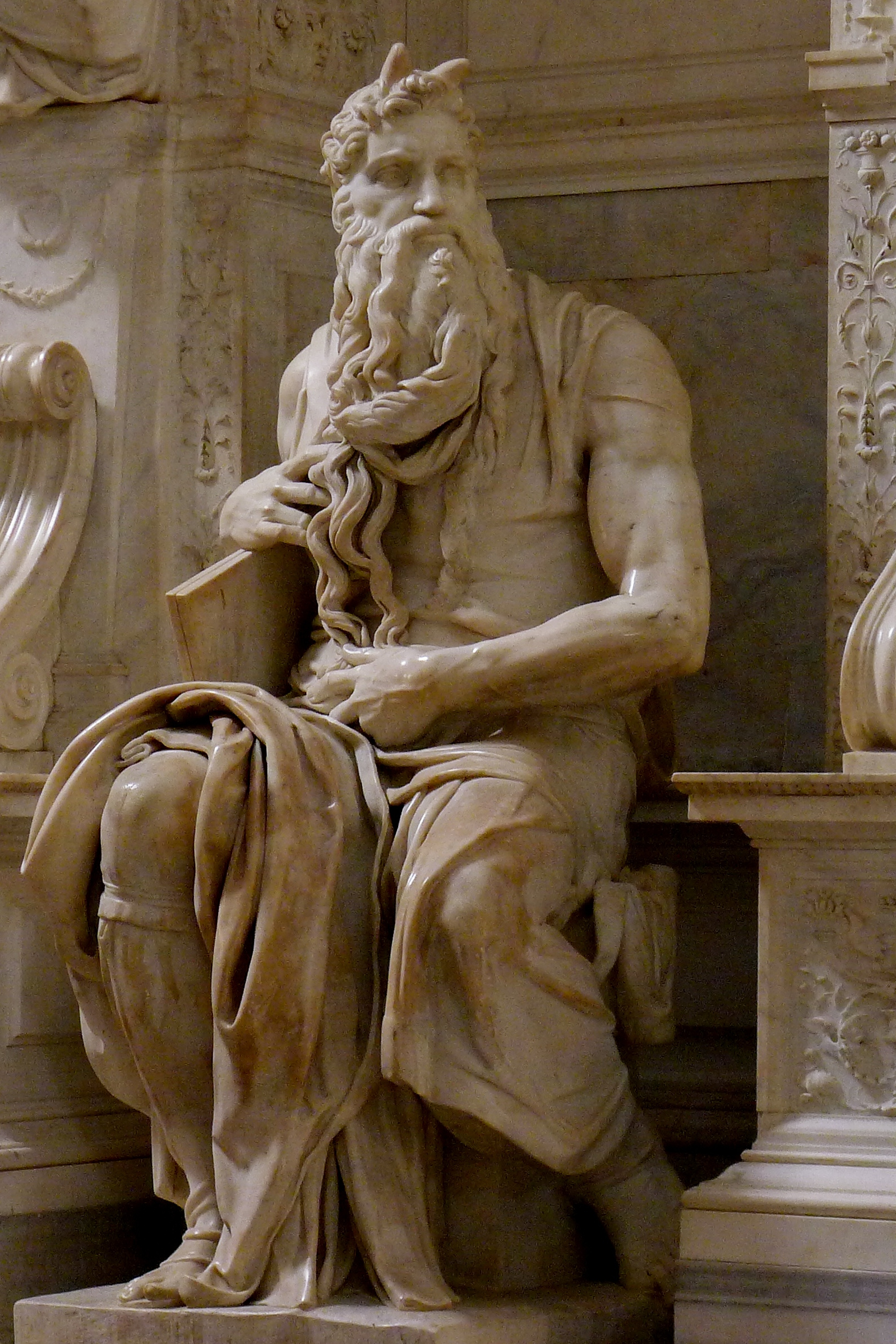
Il Mosè

Il testamento del papa riprendeva il vecchio progetto, che però, d'accordo con gli eredi, venne modificato, siglando un nuovo contratto nel maggio di quell'anno. La modifica più sostanziale fu l'addossamento della tomba a una parete e l'eliminazione della camera mortuaria, caratteristiche che vennero mantenute fino al progetto finale. L'abbandono del monumento isolato, troppo grandioso e dispendioso per gli eredi, comportò un maggiore affollamento di statue sulle facce visibili. Ad esempio le quattro figure sedute, invece che disporsi sulle due facciate, erano adesso previste in prossimità dei due angoli sporgenti sulla fronte. La zona inferiore aveva una partitura analoga, ma senza il portale centrale, sostituito da una fascia liscia che evidenziava l'andamento ascensionale.  Lo sviluppo laterale era ancora consistente, poiché era ancora previsto il catafalco in posizione perpendicolare alla parete, sul quale la statua del papa giacente era retta da due figure alate. Nel registro inferiore invece, su ciascun lato, restava ancora spazio per due nicchie che riprendevano lo schema del prospetto anteriore. Più in alto, sotto una corta volta a tutto sesto retta da pilastri, si trovava una Madonna col Bambino entro una mandorla e altre cinque figure.
Tra le clausole contrattuali c'era anche quella che legava l'artista, almeno sulla carta, a lavorare esclusivamente alla sepoltura papale, con un termine massimo di sette anni per il completamento.
Lo scultore si mise al lavoro di buona lena e, sebbene non rispettasse la clausola esclusiva per non precludersi ulteriori guadagni extra (come la scultura del primo Cristo della Minerva, nel 1514), realizzò i due Prigioni oggi al Louvre (Schiavo morente e Schiavo ribelle) e il Mosè, che poi venne riutilizzato nella versione definitiva della tomba.

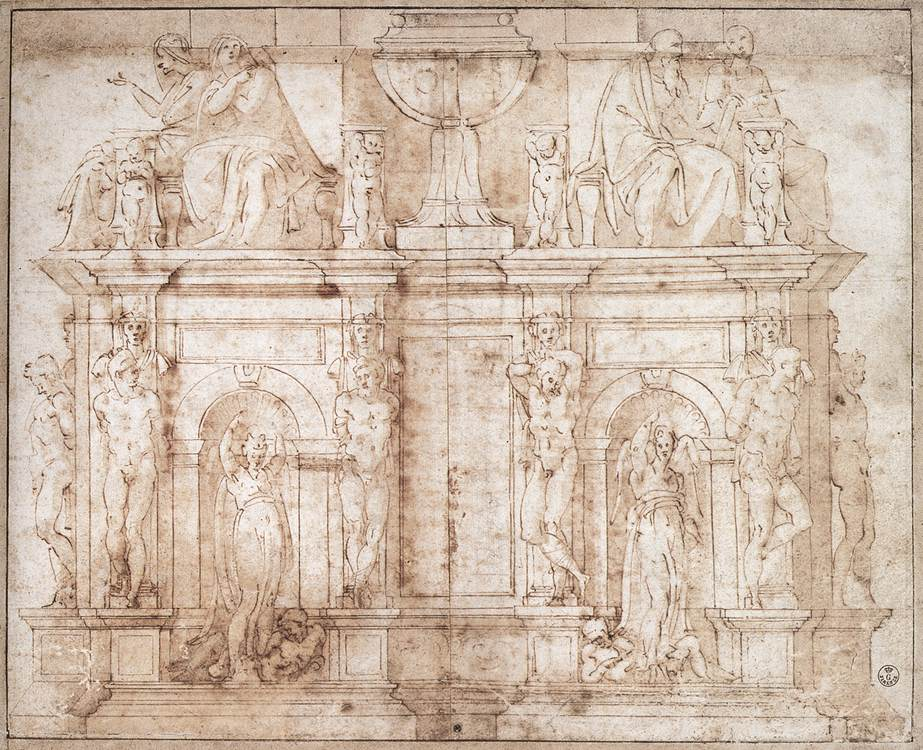
Antonio da Sangallo il Giovane, copia del secondo progetto per la tomba di Giulio II
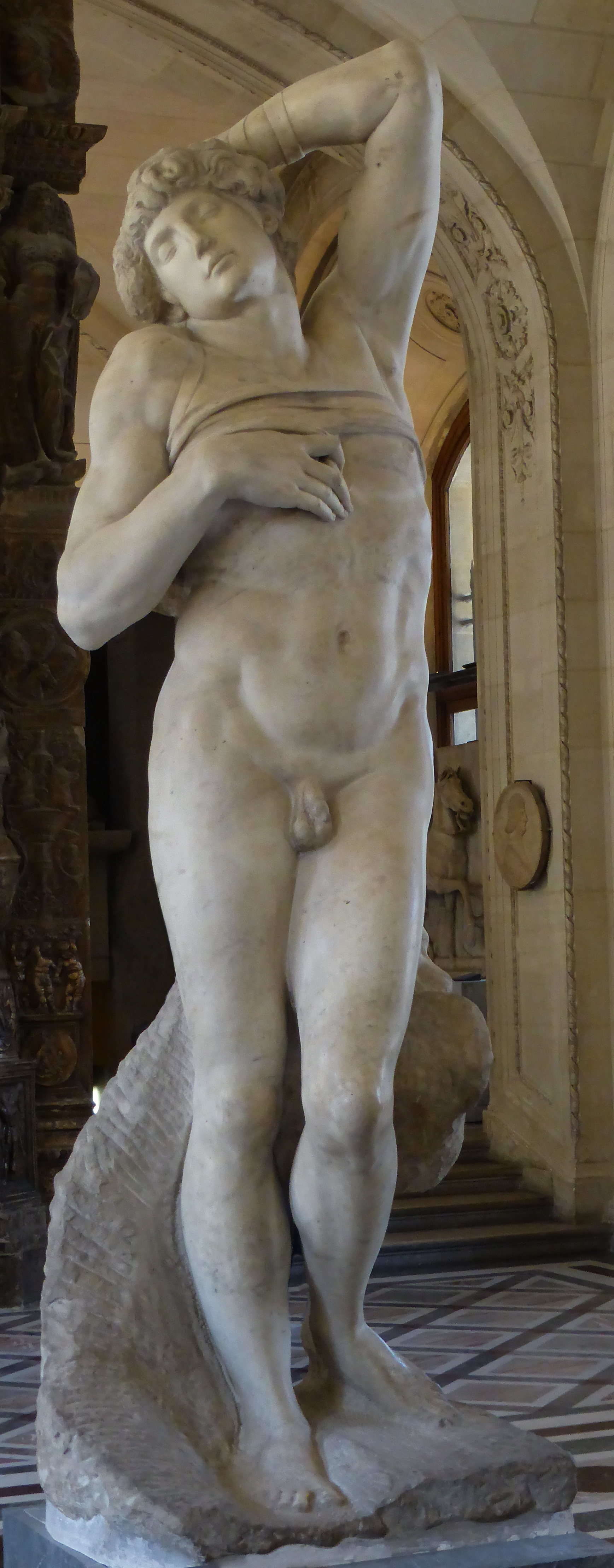
Schiavo morente
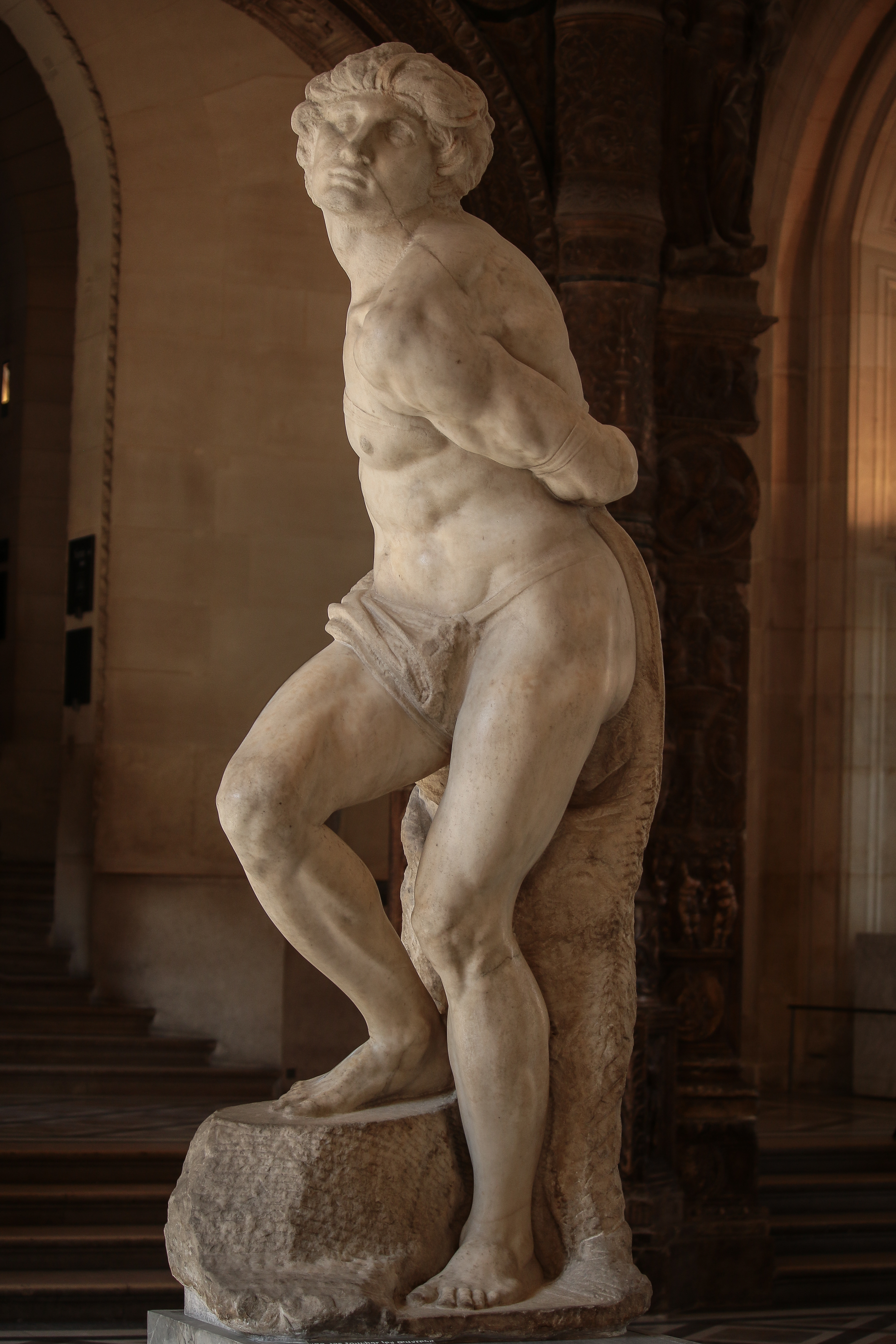
Schiavo ribelle
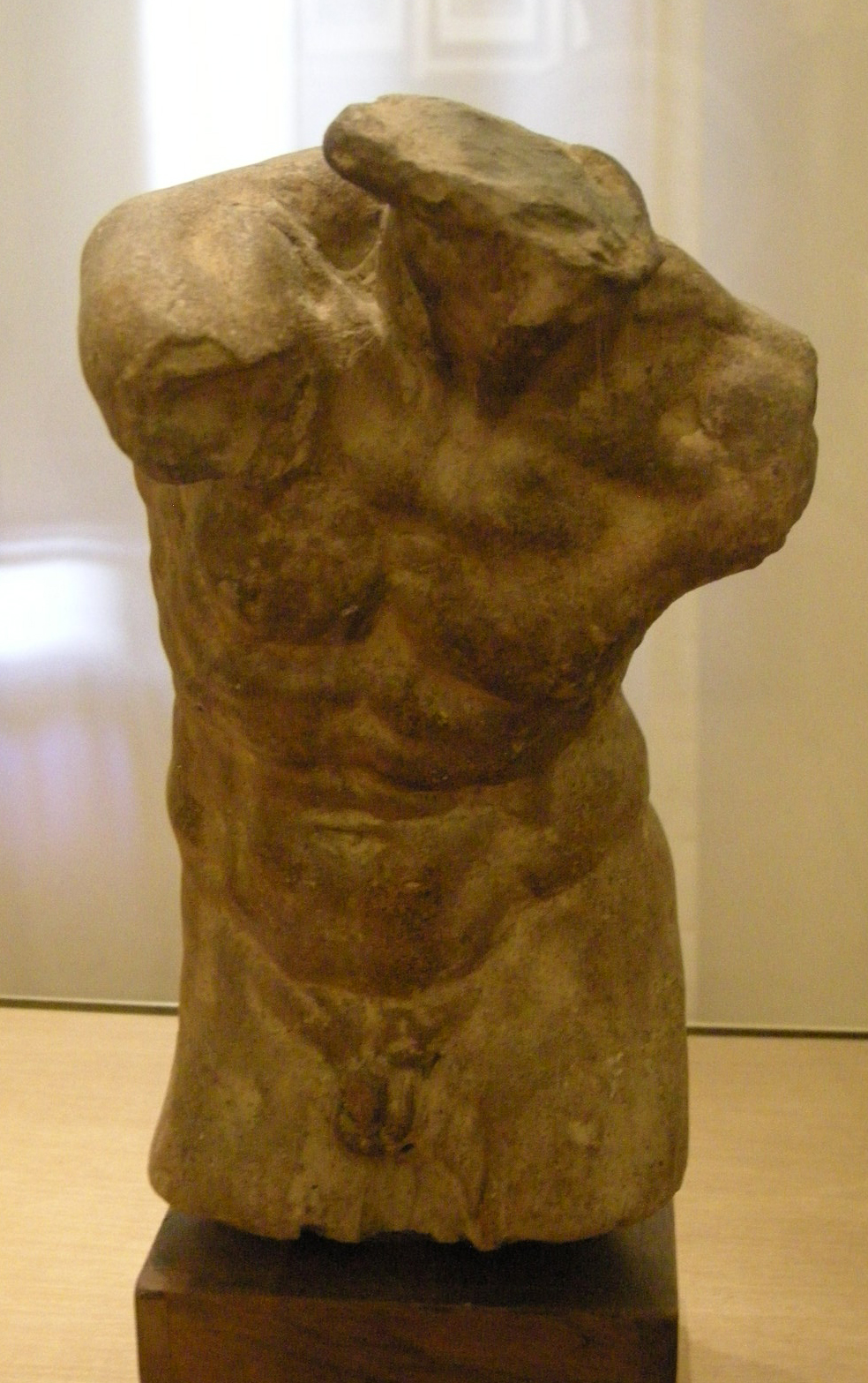
Bozzetto uno Schiavo (?), Casa Buonarroti
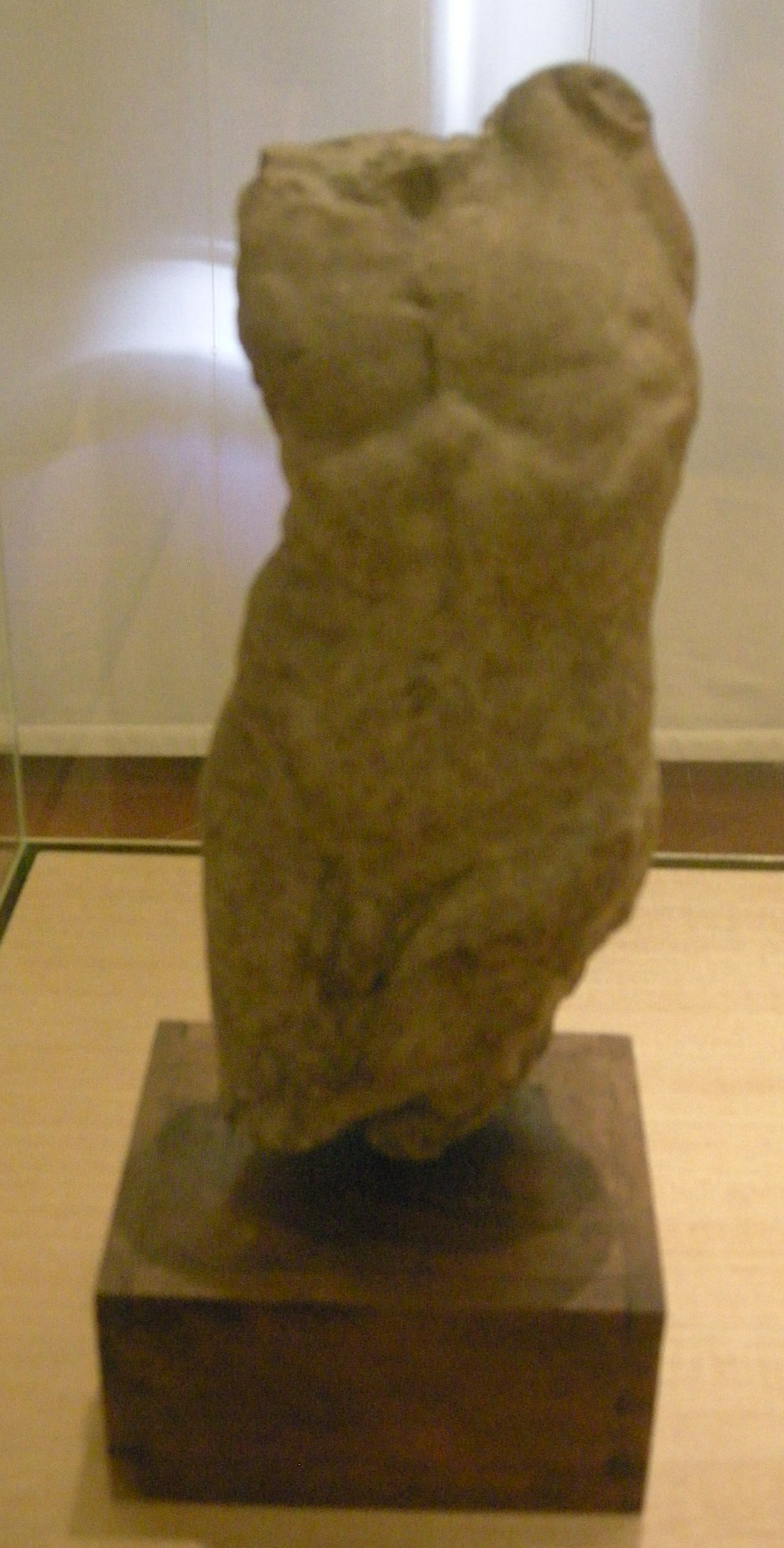
Bozzetto uno Schiavo (?), Casa Buonarroti

## Terzo progetto (1516)

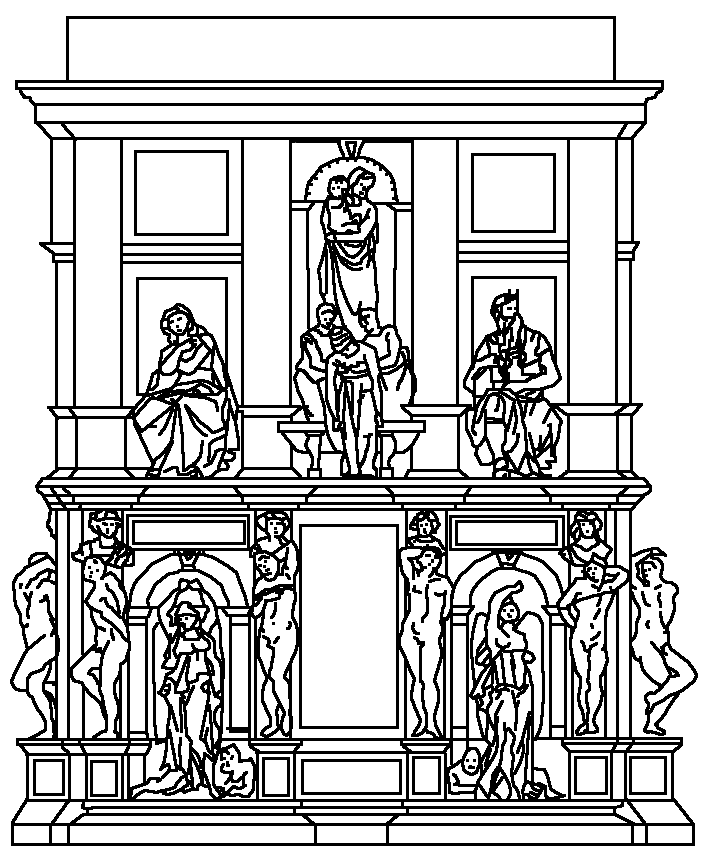
Ricostruzione ipotetica del progetto del 1516

Nel luglio 1516 si giunse a un nuovo contratto per un terzo progetto, che riduceva il numero delle statue. I lati vennero accorciati fino allo spessore di una sola nicchia, ancora contenente una Vittoria e due Prigioni addossati ai pilastri al di sotto di busti (come sul lato frontale). Il monumento andava assumendo così l'aspetto di una monumentale facciata, mossa da decorazioni scultoree. Al posto della partitura liscia al centro della facciata (dove si trovava la porta) viene forse previsto un rilievo bronzeo e, nel registro superiore, il catafalco viene sostituito da una figura del papa sorretto come in una Pietà da due figure sedute, coronate da una Madonna col Bambino sotto una nicchia.
I lavori alla sepoltura vengono bruscamente interrotti dalla commissione da parte di Leone X dei lavori alla basilica di San Lorenzo, proseguiti poi anche sotto Clemente VII. Nella biografia del Condivi Michelangelo fece scrivere che con riluttanza abbandonò la commissione degli eredi Della Rovere e che fu solo per l'insistenza del papa e per la sua mediazione nell'ottenere la licenza ("Lascia a me far con loro, che li farò contenti" avrebbe detto papa Leone) che il progetto fu sospeso, come a sollevarsi da ogni responsabilità: «in questo modo Michelangelo, piangendo, lasciò la sepoltura e se n'andò a Firenze». È chiaro che quando queste parole vennero scritte il senso di rimorso e impotenza di Michelangelo riguardo a questo progetto era già forte, ma si tratta probabilmente di un'enfasi letteraria e di autodifesa, in quanto il carteggio lascia trasparire un Michelangelo tutt'altro che riluttante a ricevere nuovi incarichi.

## Quarto progetto (1526)
I rapporti con gli eredi Della Rovere si fanno in questo periodo sempre più tesi: nel 1522 Francesco Maria Della Rovere chiese indietro il denaro anticipato per la tomba e nel 1524 arrivò a minacciare un processo.
Michelangelo preparò così, nell'ottobre 1526, un nuovo progetto, il quarto, che però venne rifiutato dagli eredi. Non si sa esattamente in cosa consistesse, ma probabilmente, come ricostruito da Charles de Tolnay, si trattava di un'ulteriore semplificazione, con la rimozione dello spessore per le nicchie laterali, ottenendo così una forma puramente frontale, e con una serie di nicchie in cui, al centro, doveva esser collocata la figura del papa seduto. Non è escluso che nell'opera l'artista usasse alcuni motivi architettonici derivati dagli studi sulla facciata per San Lorenzo a Firenze, con un contrapporsi di pesi ed elementi portanti tra piano inferiore e superiore.

## Quinto progetto (1532)

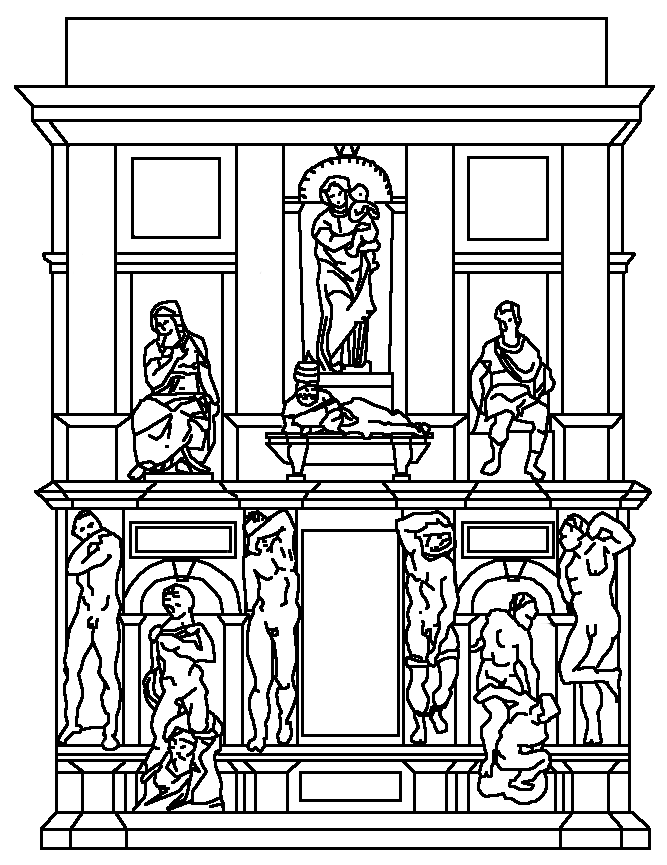
Ricostruzione ipotetica del progetto del 1532

A quel punto intervenne Clemente VII, che mediò per raggiungere un nuovo accordo.
Il 29 aprile 1532 si arrivò così a un nuovo contratto, con cui l'artista si impegnava a eseguire il lavoro in tre anni. Si sa solo che in quell'occasione venne mutata la destinazione del sepolcro, non più San Pietro in Vaticano ma San Pietro in Vincoli, e che dovevano essere impiegati i marmi già lavorati: si tratta probabilmente del Genio della Vittoria e dei quattro Prigioni della Galleria dell'Accademia, appena abbozzati: lo Schiavo giovane, lo Schiavo barbuto, l'Atlante e lo Schiavo che si ridesta. Essi vengono in genere riferiti al 1525-1530 circa. Forse è uno studio per la statua in pendant col Genio il modellino dei Due lottatori, oggi alla Casa Buonarroti.
Di nuovo però le statue furono lasciate incomplete e, sebbene, unite a quelle già scolpite, avrebbero potuto essere sufficienti per la sepoltura, secondo le vantaggiose condizioni ottenute con la mediazione papale, Michelangelo non riuscì a onorare le condizioni contrattuali: infatti di lì a poco accettava l'incarico di dipingere per Clemente VII il Giudizio Universale (1534-1541): per liberarlo dagli impegni con gli eredi Della Rovere papa Paolo III arrivò a emettere un motu proprio che liberasse l'artista da altri incarichi (17 novembre 1536).
Tra gli anni trenta e i primi anni quaranta si arriva al culmine della "tragedia della Sepoltura": Michelangelo viene accusato di essersi appropriato iniquamente di grossi anticipi e di aver addirittura praticato l'usura con tali proventi, accuse gravissime, dalle quali l'artista cercò di difendersi alacremente.

Schiavo giovane
Schiavo barbuto
Schiavo detto Atlante
Schiavo che si ridesta
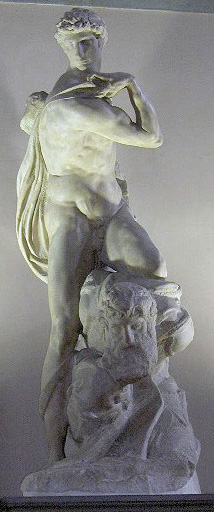
Genio della Vittoria
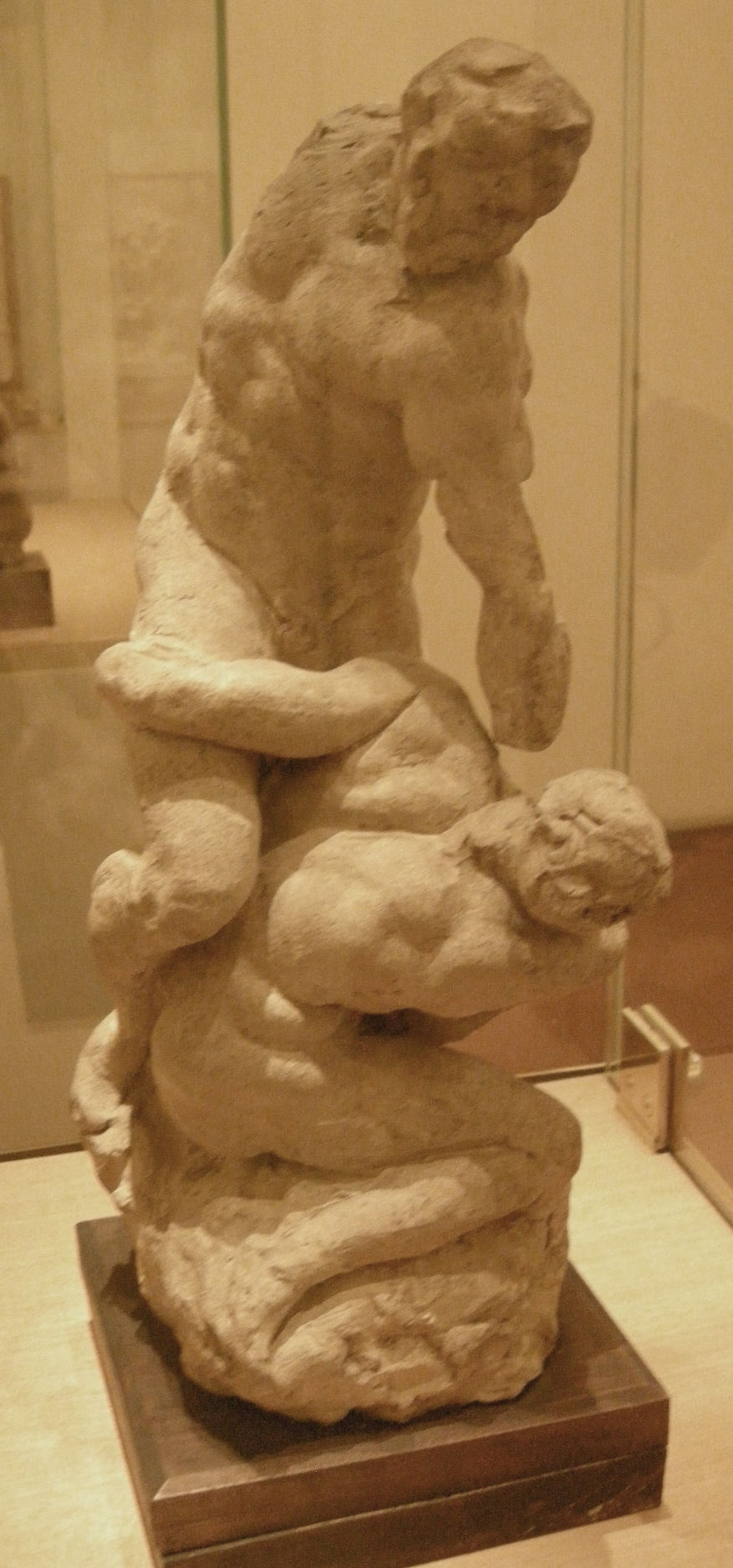
Modellino per un Ercole-Sansone
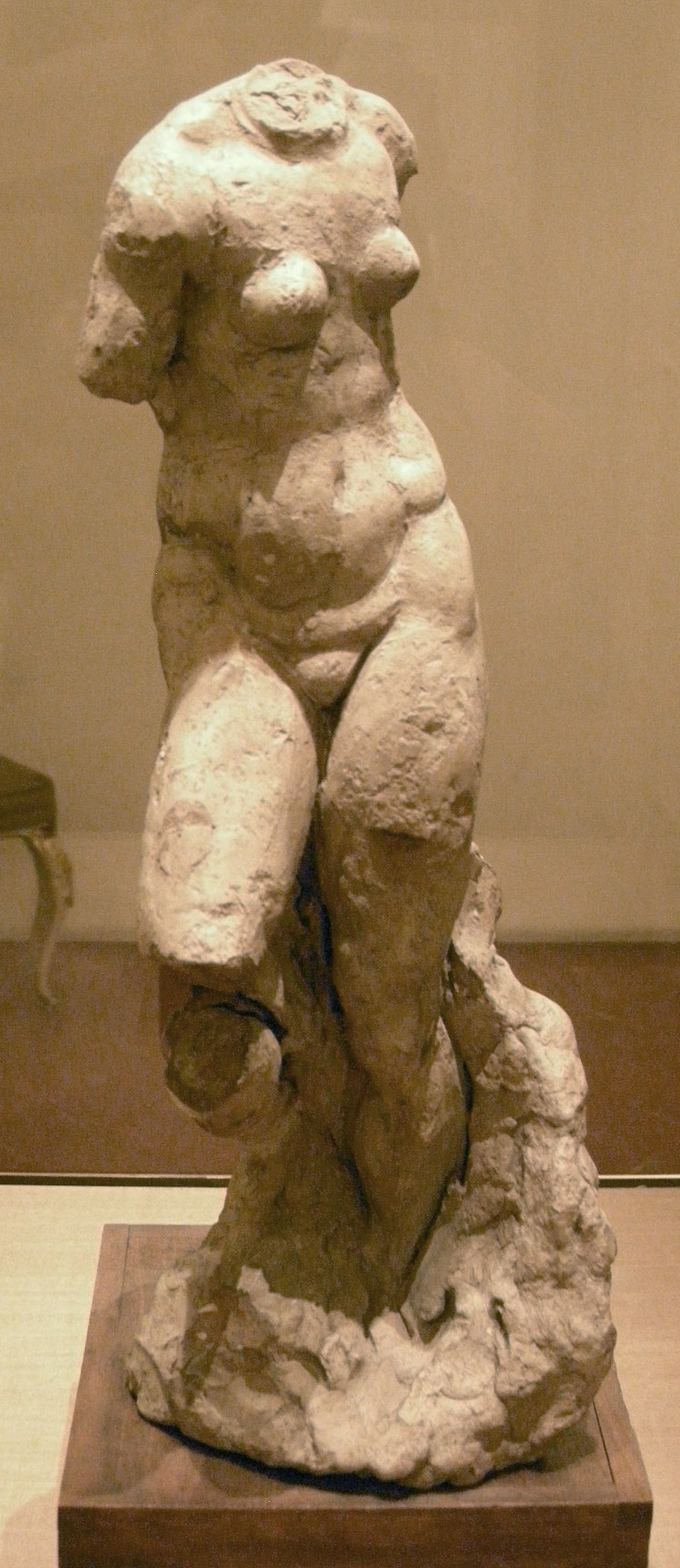
Bozzetto di figura femminile, forse per la Madonna col Bambino[19], Casa Buonarroti
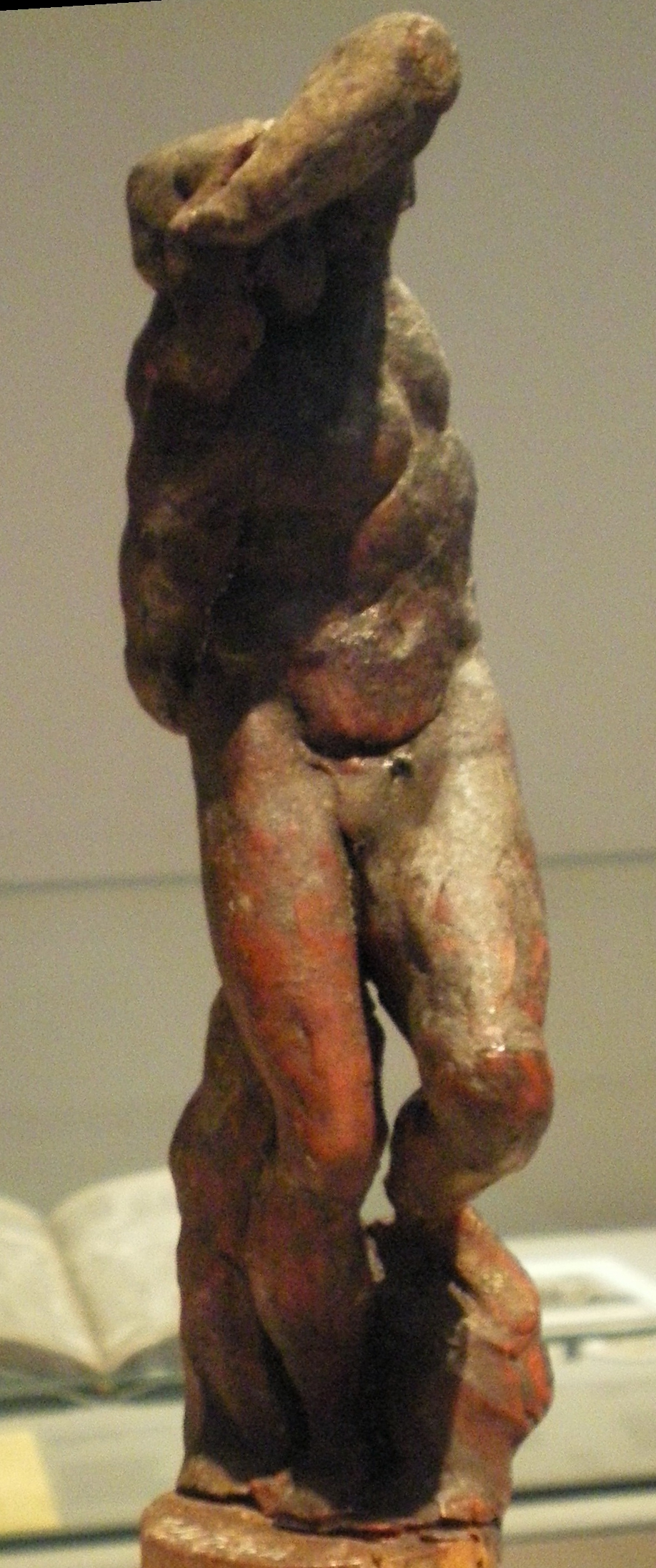
Bozzetto per lo Schiavo giovane, Victoria and Albert Museum

## Sesto e definitivo progetto (1542-1545)

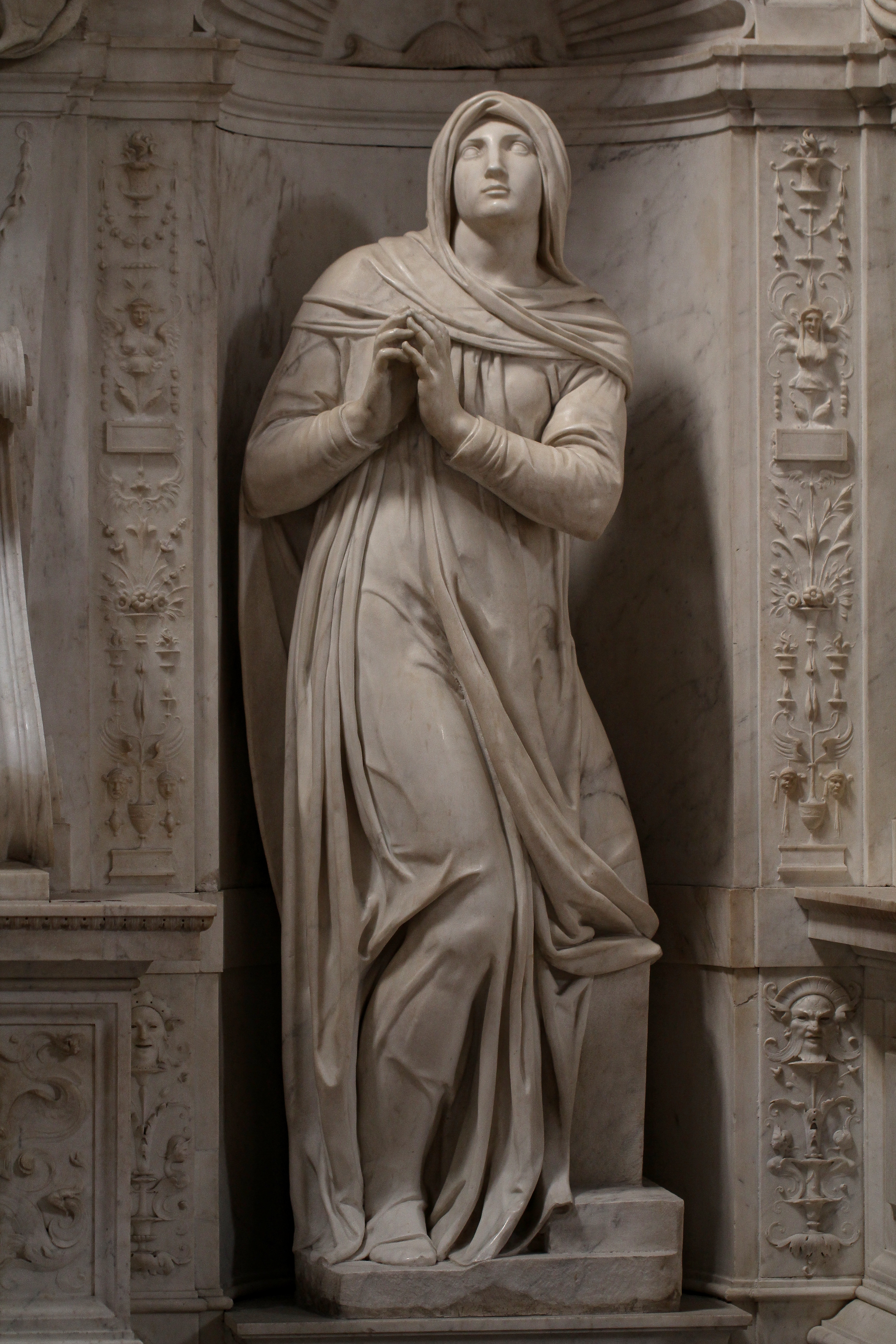
Rachele

Completato il Giudizio, Paolo III si interpose (23 novembre 1541), affinché gli eredi di Giulio II, tra cui Guidobaldo II Della Rovere, accettassero che la sepoltura fosse terminata da altri artisti, sia pure sotto la guida di Michelangelo.
Scaduta ormai da anni l'impegnativa, il 20 agosto 1542 venne firmato l'ennesimo contratto: fu l'ultimo, infatti questa volta si diede finalmente corso all'opera, che fu completata nel 1545, con un ampio ricorso agli aiuti, che lavorarono in base ai suoi disegni. Il maestro riutilizzò il Mosè al centro e fece di sua mano le due figure femminili di Rachele e Lia, simboleggianti rispettivamente la vita contemplativa e la vita attiva.
L'architettura del piano superiore fu realizzata da Giovanni di Marchesi e da Francesco d'Urbino; a Raffaello da Montelupo furono affidati la Madonna col Bambino, il Profeta e la Sibilla (tutti già sbozzati da Michelangelo nel 1537), anche se a causa dell'ammalarsi dello scultore le ultime due vennero completate da Domenico Fancelli; il papa disteso è invece opera di Tommaso Boscoli; altri lavori di scultura furono affidati a Donato Benti e Jacopo del Duca.
La struttura è senz'altro monumentale, ma ormai molto distante dal colossale mausoleo concepito quarant'anni prima. Inoltre il corpo del pontefice non vi venne mai traslato.

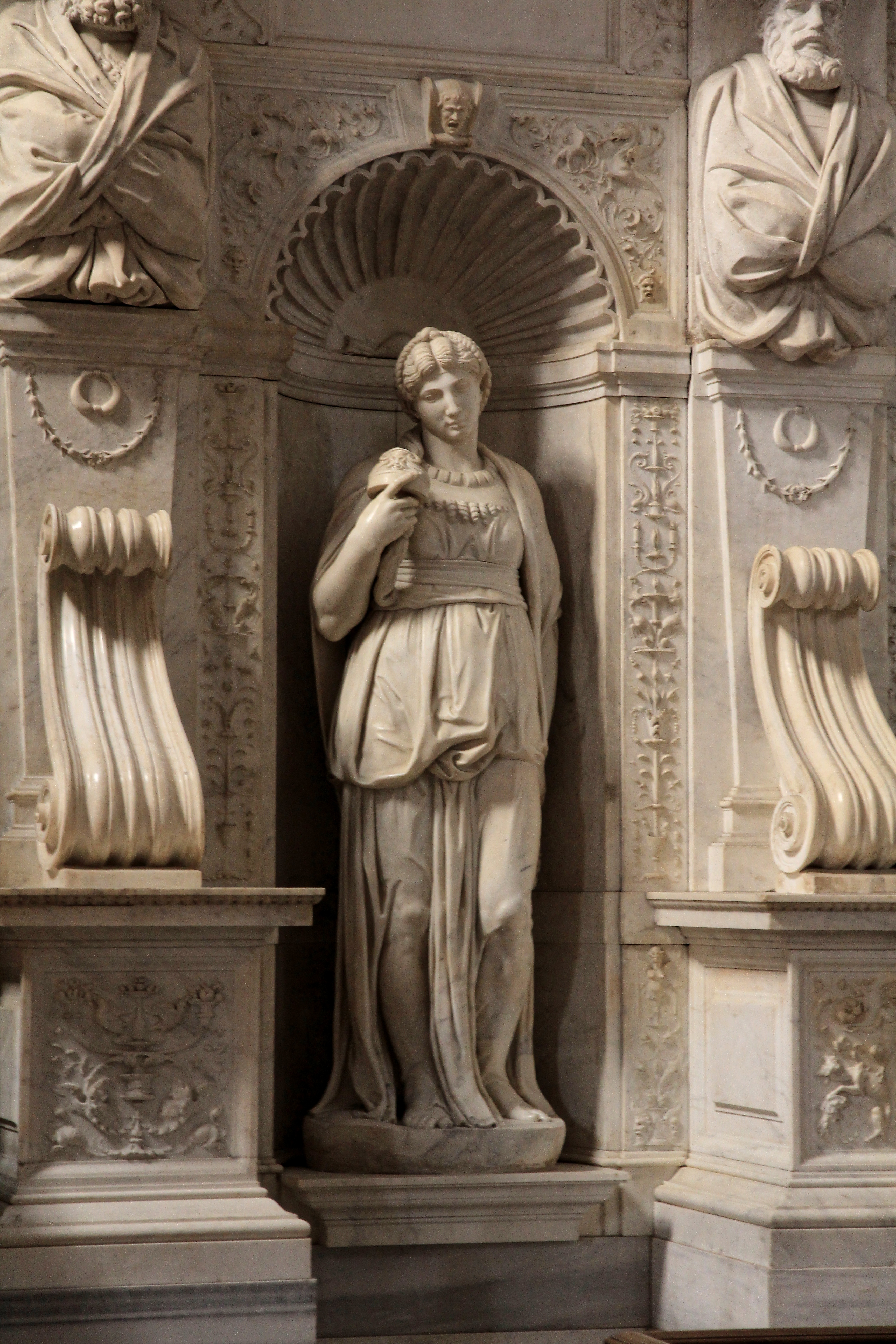
Lia
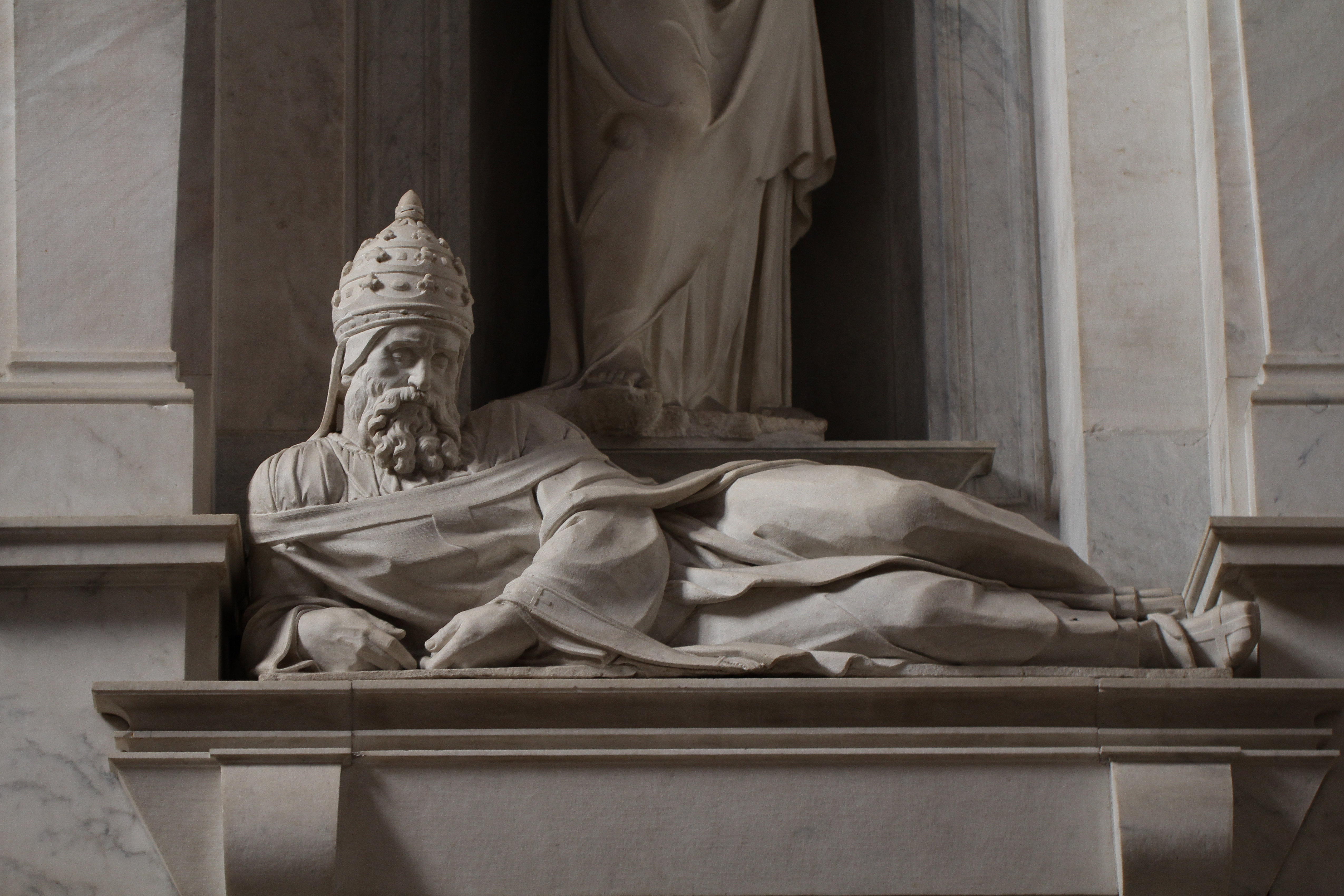
Tommaso Boscoli, Giulio II disteso

## Fortuna critica

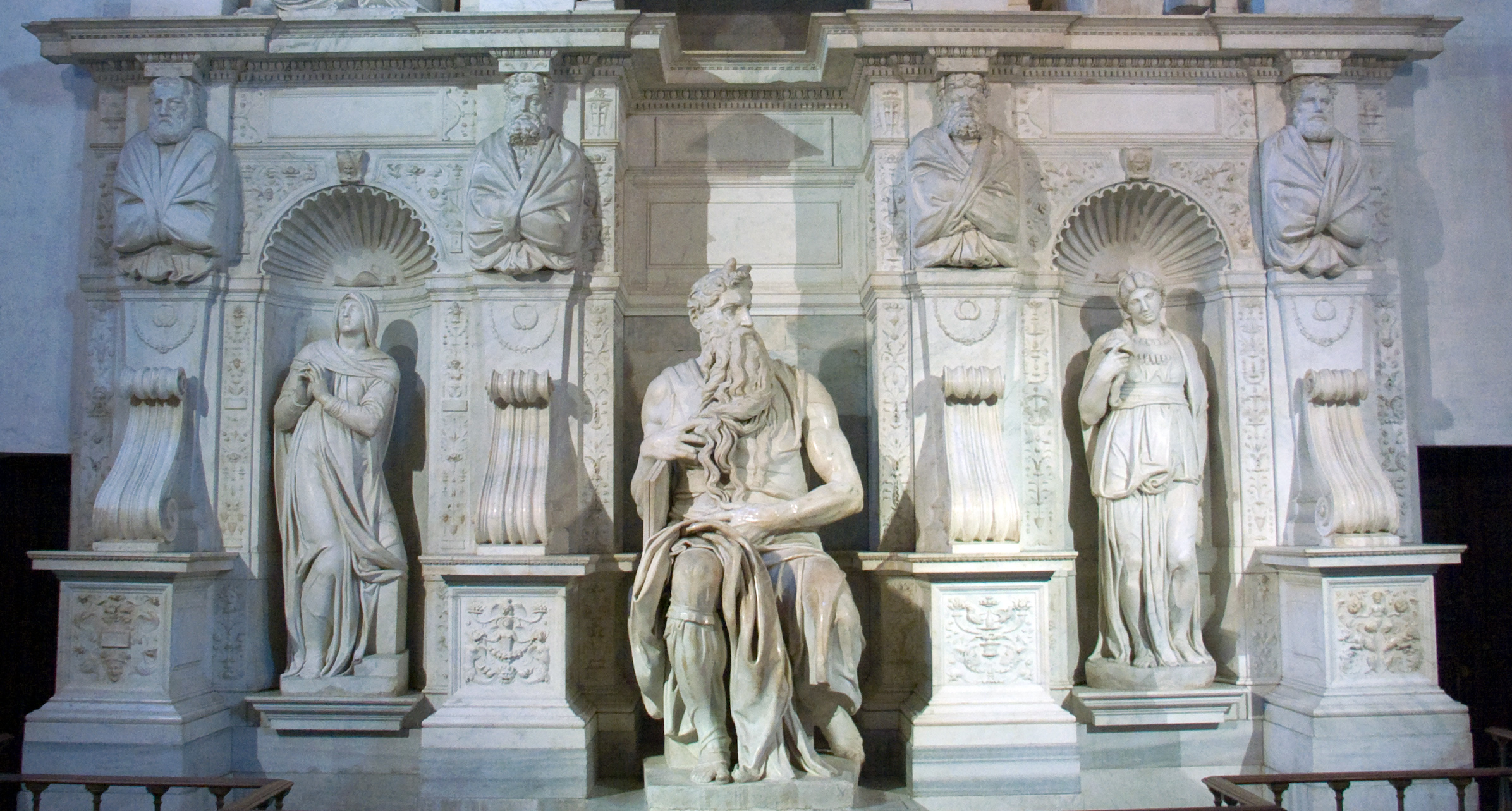
La metà inferiore del monumento funebre in San Pietro in Vincoli

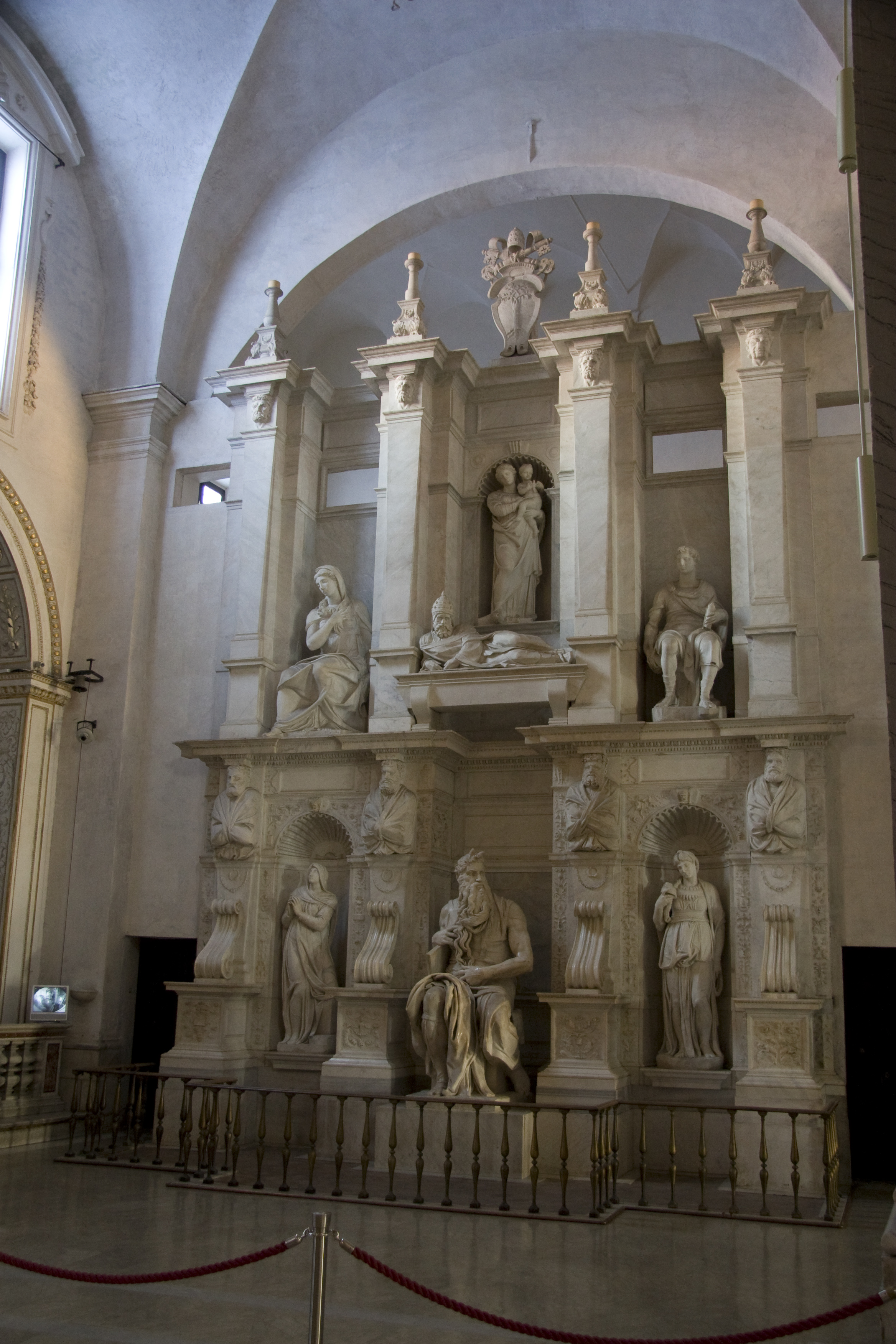
Veduta nella navata di San Pietro in Vincoli

Le tribolazioni per l'artista non terminarono, poiché da più parti gli piovvero addosso accuse di aver partorito un monumento al di sotto delle aspettative, se non addirittura indegno della memoria di un pontefice. Sentendosi accerchiato e più che mai amareggiato, l'artista si sfogò spesso nel carteggio, come nella lettera del 1542 a un anonimo destinatario: «Io mi truovo aver perduta tutta la mia giovinezza, legato a questa sepoltura; [...] la troppa fede non voluta conoscere mi ha rovinato; [...] per l'amore che portavo a detta opera, [...] ne son pagato col dirmi ch'i' sia ladro e usuraio da ignoranti che non erano al mondo [...]. Prego Vostra Signoria, quando gli avanza tempo, legghi questa storia e serbimela, et sappi che di gran parte delle cose scripte ci sono ancora testimoni. Ancora quando il papa la vedesi, l'arei caro, et che la vedessi tutto il mondo, perché scrivo il vero, e molto manco di quello che è, et non sono un ladrone usuraio, ma sono cittadino fiorentino, nobile, e figliolo d'omo dabbene».
La necessità di giustificarsi nascondeva però la consapevolezza di non essersi comportato irreprensibilmente, in tutto l'arco della vicenda: le numerose accuse contro il papa prima e contro gli eredi poi di non avergli messo a disposizione fondi sufficienti, rovinandolo economicamente, sono infatti contraddette dagli studi sul suo patrimonio, che dimostrano come in realtà egli fosse stato pagato ben più di quello che dichiara nelle sue lettere.
Inoltre sono difficilmente credibili dettagli come le "lacrime" versate quando dovette imbarcarsi nei progetti per San Lorenzo, poiché in lettere e altri documenti l'artista è tutt'altro che riluttante nell'assumere gli incarichi dei papi medicei, e non mancano le occasioni in cui egli avrebbe potuto rifiutare o sospendere altre commissioni, come nel caso degli affreschi alla Cappella Sistina. Ecco dunque che l'immagine della sua determinata ed eroica resistenza a staccarsi dal progetto della tomba appare come un tentativo di autodifesa disperato, e per certi versi patetico: la stessa biografia del Condivi (1553), quasi certamente frutto di sua dettatura, nacque dopotutto in risposta alle imprecisioni, velatamente accusatorie, della prima edizione delle Vite del Vasari (1550).
Il profondo dolore sarebbe nato dunque dalla consapevolezza di essere in torto, e dal sapersi difficilmente difendibile, con critiche che gli arrivavano ormai anche da persone estranee alla vicenda e persino da amici quali Annibal Caro. La lettera più diffamante gli venne spedita da Pietro Aretino nel 1545, a poco tempo dal completamento della sepoltura, in cui venne etichettato, tra l'altro, come "avaro", "ingrato" e "ladro". In quel periodo le voci di disapprovazione del monumento arrivarono a negare l'autografia della Rachele e della Lia, ipotesi che venne a lungo ripresa dalla critica fino al XIX secolo, quando vennero pubblicati i documenti che ne provano la sua paternità.
Fu solo col tempo e con l'uscita delle sue biografie, soprattutto quella di Condivi e la seconda edizione del Vasari (1568), che l'artista ebbe l'occasione per costruire una sua accurata difesa.
Ecco che allora la definizione di "tragedia della Sepoltura" appare tutt'altro che esagerata, assumendo l'intera impresa le dimensioni di una vera e propria tragedia personale che segnò profondamente la vita e la fortuna storiografica dell'artista.

## Restauro
Nel dicembre del 2003 si è concluso un restauro quinquennale del monumento sepolcrale eseguito da Antonio Forcellino. Il restauro, oltre alla pulitura delle statue, ha permesso di riaprire la lunetta alle spalle del gruppo scultoreo da cui proveniva la luce che illuminava la statua, e che era stata coperta nel 1704 da una vetrata. Sui risultati del restauro atto a ripristinare l'illuminazione originaria è stato realizzato un film-documentario, dal titolo Lo sguardo di Michelangelo, diretto dal regista Michelangelo Antonioni. Non è stato però riportato il Mosé alla sua posizione originaria, ovvero a 22 cm più in basso e più indietro. L'intervento di avanzamento del Mosé risalirebbe al Canova.